# كينجي تاكاهاشي (1985)
كينجي تاكاهاشي (باليابانية: 髙橋 健史) (1985 في تاكاتسوكي في اليابان – )؛ هو لاعب كرة قدم ياباني سابق كان يلعب كلاعب وسط.

## وصلات خارجية
- كينجي تاكاهاشي (1985) على موقع رابطة كرة القدم اليابانية للمحترفين (اليابانية)